# タスコ・デ・アラルコン
タスコ・デ・アラルコン（Taxco de Alarcón）は、メキシコのゲレーロ州にある基礎自治体。通常は単にタスコと呼ばれる。州の北部に位置し、メキシコシティから約170kmと比較的近い。タスコは銀の工芸品で有名な観光地である。街は銀山に隣接した傾斜地に形成されたため、狭い街路が迷路のように伸びており、独特な景観を見せる。プエブロ・マヒコに選出された町の一つ。

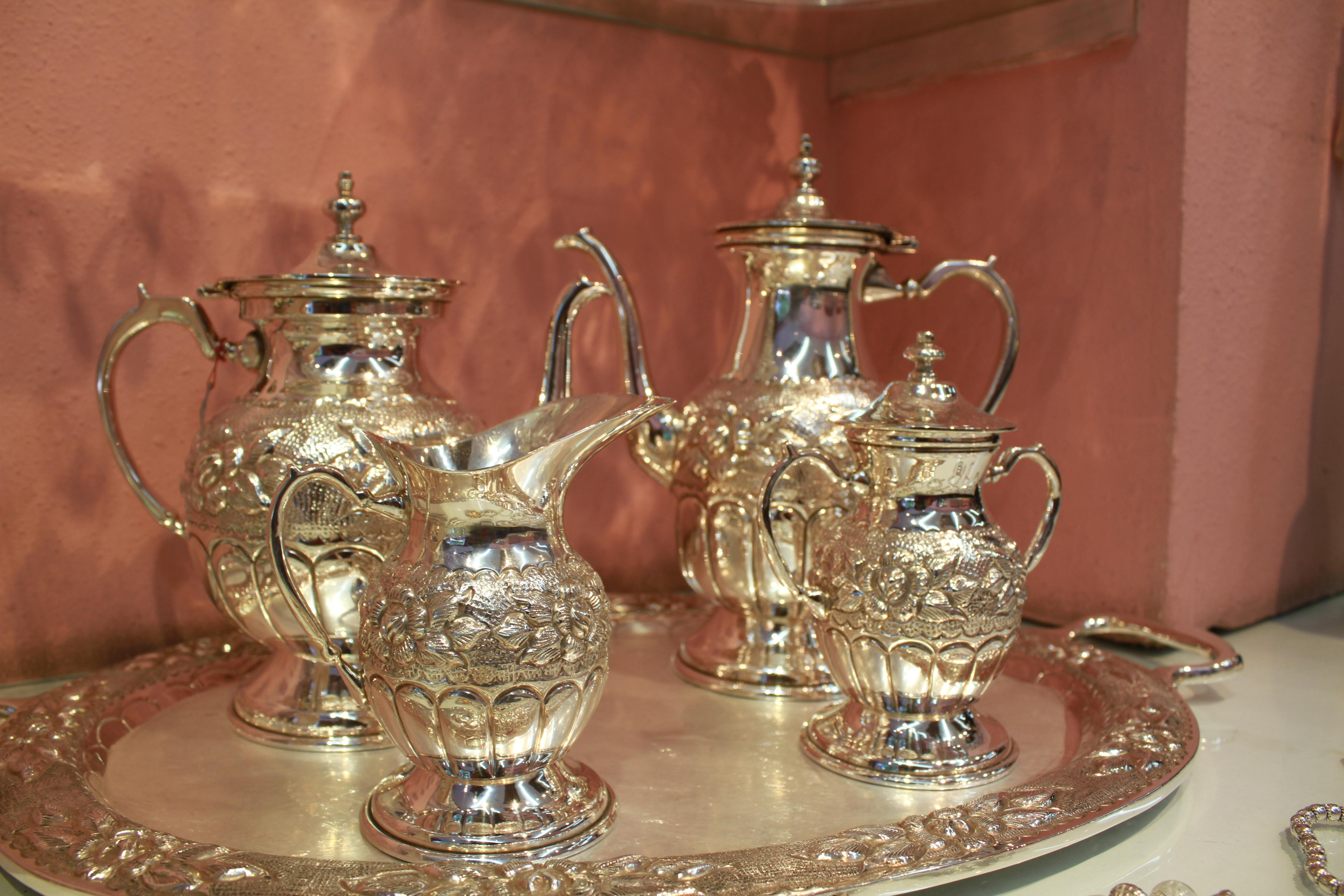
銀食器

## 地理
タスコはゲレーロ州の北部に位置し、イグアラ市から36キロ、州都チルパンシンゴから135キロ、メキシコシティの南西170キロに位置している。